# МАЗ-5551
МАЗ-5551 — советский и белорусский крупнотоннажный грузовой автомобиль, выпускавшийся на Минском автомобильном заводе с 1985 по 2019 год.

## Описание
Автомобиль МАЗ-5551 производится на базе МАЗ-5337. Кроме шасси для самосвалов, выпускается шасси для монтажа разного специализированного оборудования.
Новая кабина автомобиля была подобна кабине тягача МАЗ-5432, но без спального места, и кардинально отличается от предшественников семейства МАЗ-500 и МАЗ-5335. Была изменена форма фар, решётка радиатора, внешние панели кабины — округлённые формы кузовов вышли из моды. Поменялся тип лобового стекла — оно стало не раздвоенным из плоских половин, а современным (и более дорогим) панорамным. На крыше появился новый спойлер, также был модернизирован интерьер кабины, поменялись рычаги управления и руль.
Первые опытные образцы МАЗ-5551 были построены в 1973 году, но производство началось лишь в 1985 году, когда было выпущено всего 32 машины. В 1986 году — 1701. Серийный выпуск самосвала начался с 1988 года.
С 1985 по 1990 год МАЗ-5551 и МАЗ-5549 выпускались на заводе одновременно.
С 1998 года самосвал стал выпускаться с обновленной кабиной, производившейся до 2019 года, и решеткой радиатора, открывшей доступ к точкам обслуживания всей передней облицовки, а не только решетки радиатора.

## Галерея

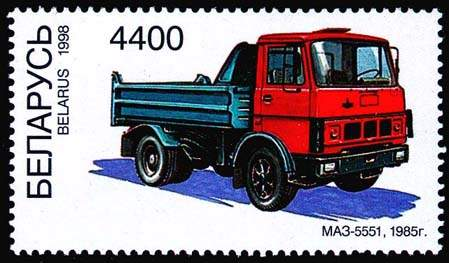
На марке 1998 года с первоначальной кабиной
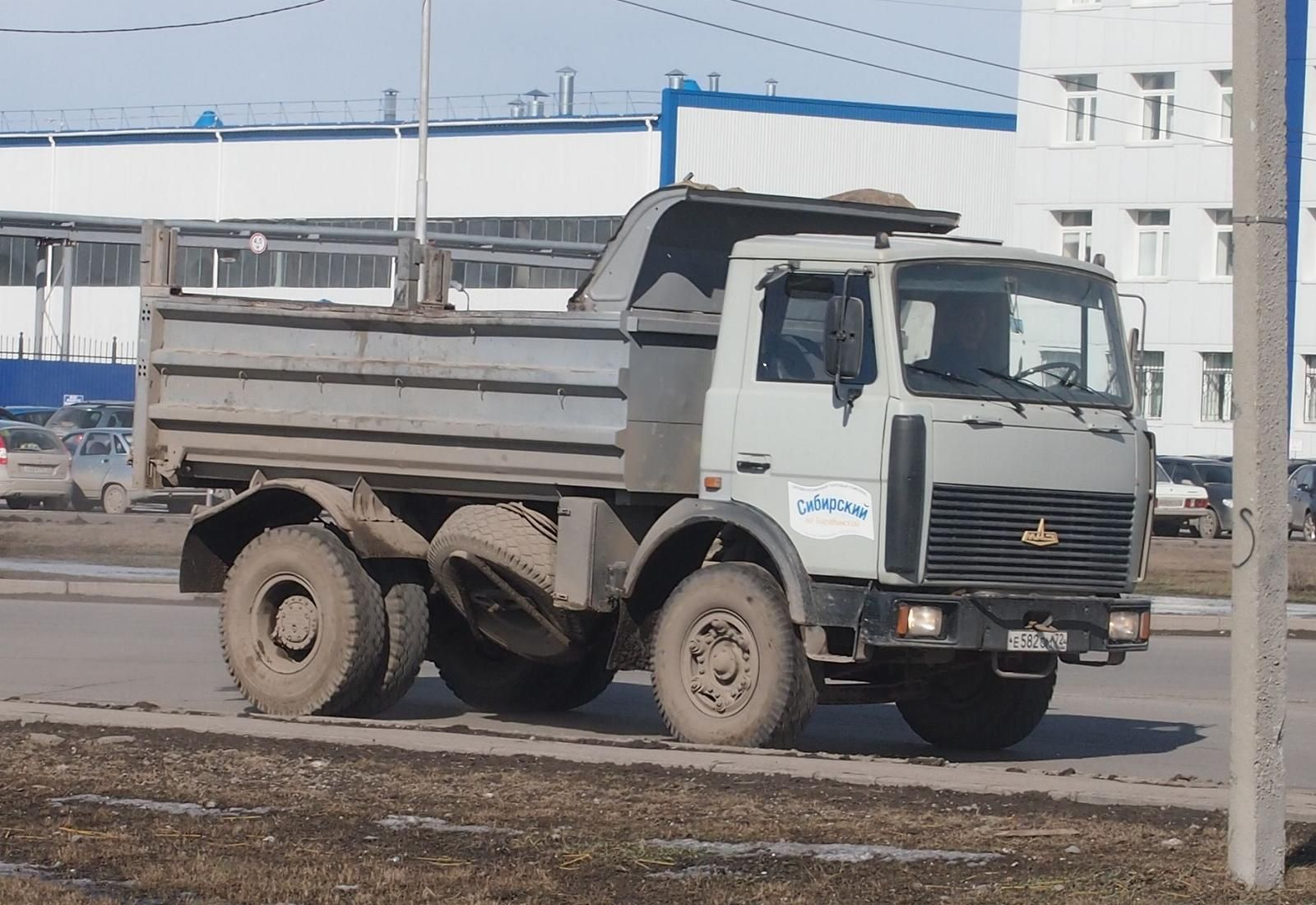
MАЗ-5551-023
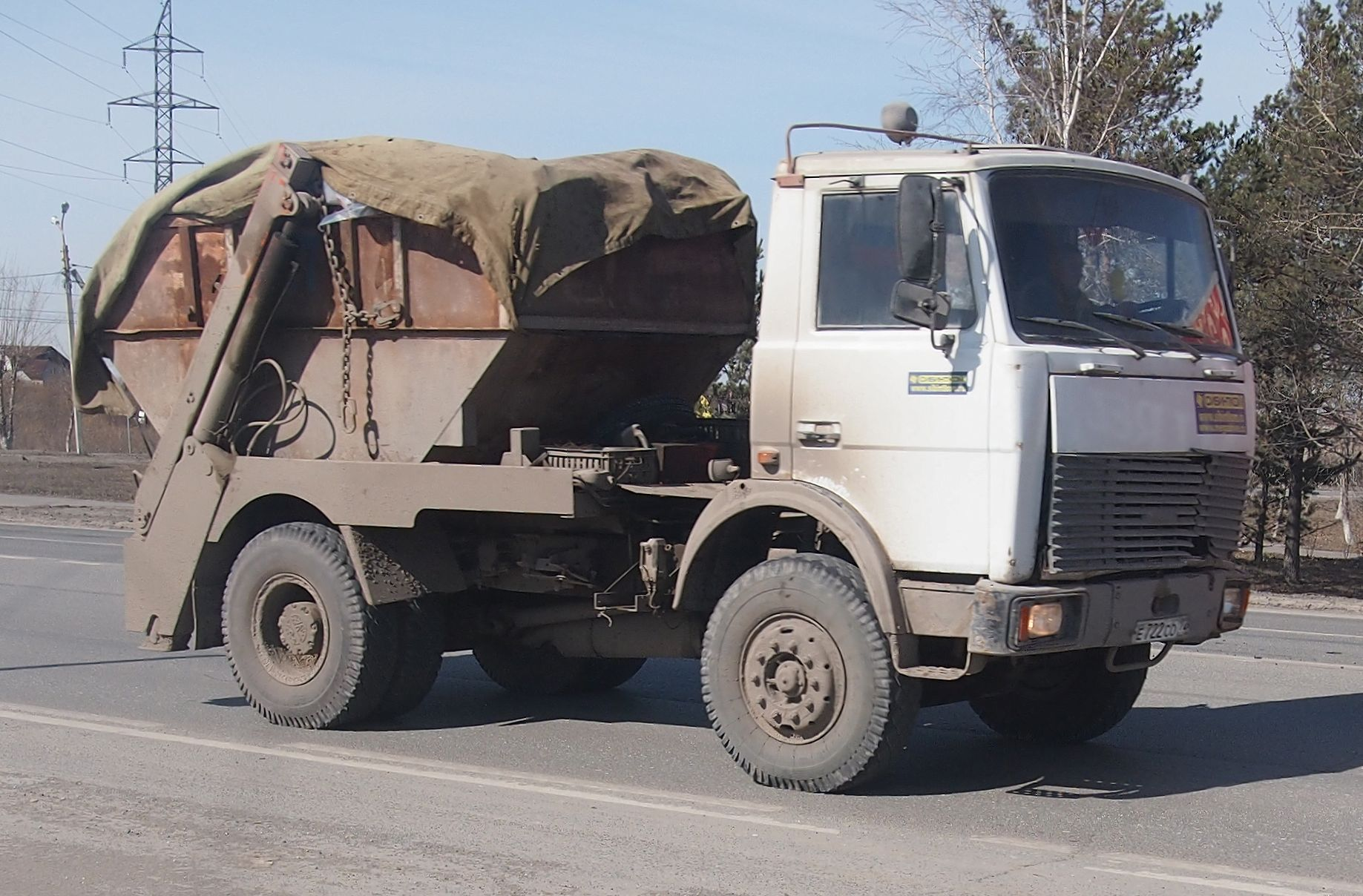
МКС-3101 на шасси МАЗ-55510
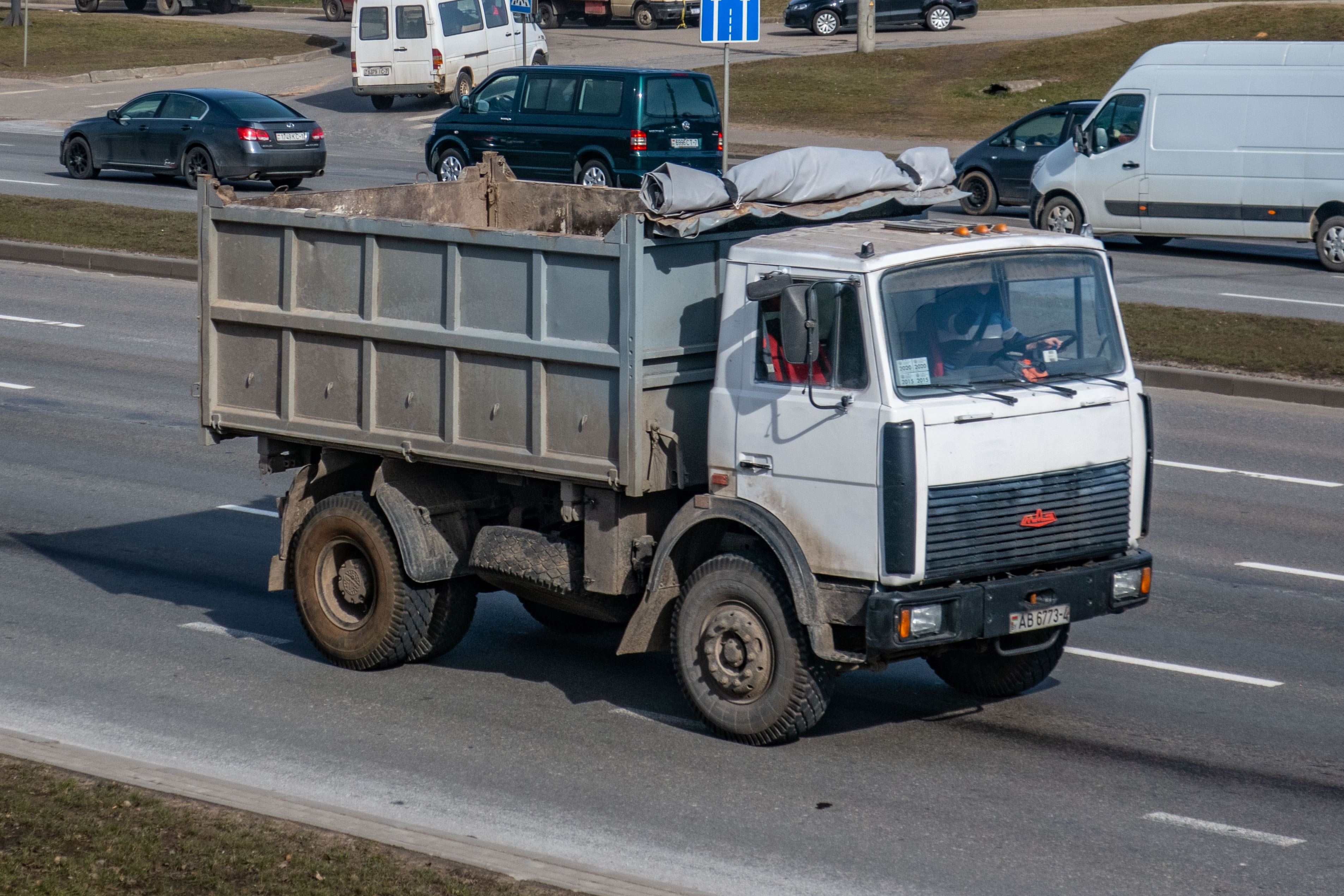
Высокий кузов